# شهسواران (میدان آتشفشانی)
میدان آتشفشانی شهسواران یک میدان آتشفشانی در جنوب شرق ایران است که محدوده‌ای بیضی‌شکل در غرب کوه آتشفشانی بزمان را می‌پوشاند. در این میدان آتشفشانی مخروط‌ها و جریان‌های گدازه طی فوران‌های انفجاری آتشفشانی به ویژه در شرق آن فوران کرده‌است. سنگ‌های آتشفشانی این میدان اغلب آندزیت و نیز بازالت، داسیت و ریوداسیت است. آتشفشان‌خیزی در این میدان از ۱۲ میلیون سال پیش تا زمان‌های اخیر ادامه داشته‌است. زمین‌لرزه ۱۳۸۹ فهرج در این میدان آتشفشانی روی داد ولی به نظر می‌رسد با فعالیت‌های آتشفشانی ارتباطی نداشته‌است.

## زمین‌شناسی و جغرافیا
میدان آتشفشانی شهسواران شامل پهنه‌ای با ابعاد ۶۰ در ۱۲۰ کیلومتر به شکل بیضی است. این بیضی نشان‌دهنده یک کمان آتشفشانی که توسط کوه‌های آتشفشانی نفتان، بزمان و کوه سلطان پاکستان پدید آمده‌است. در این میدان آتشفشانی مخروط‌ها و جریان گدازه به خوبی حفظ شده‌است. جریان‌های پایه گدازه به صورت لایه میان آوارهای آتشفشانی و جریان‌های گدازه سیلیکاتی قرار دارد. توده‌های آندزیتی متعلق به فازهای اخیر آتشفشانی است که برخی از آن‌ها در پادگانه رودخانه‌ای اشکال مشخص کلویی را پدیدآورده‌اند. فوران‌های انفجاری سنگ‌های ایگنمبریت و سنگ پا را بر جای گذاشته‌اند که این‌گونه فعالیت‌های انفجاری در بخش شرقی میدان شهسواران به سمت آتشفشان بزمان روی داده و با تشکیل جریان آذرآواری و سنگ‌های برش (سنگ) همراه بوده‌است.